# Van-den-Ende-Gupta-Syndrom
Das Van-den-Ende-Gupta-Syndrom ist eine sehr seltene angeborene Erkrankung mit den Hauptmerkmalen Blepharophimose, Arachnodaktylie, Gelenkkontrakturen und charakteristischen Dysmorphiezeichen.
Synonyme sind: Marden-Walker-ähnliches Syndrom; VDEGS
Die Abgrenzung zum Marden-Walker-Syndrom beruht auf dem Fehlen von Mikrozephalie, geistiger Behinderung, Muskelhypotonie und Gedeihstörung.
Die Namensbezeichnung bezieht sich auf die Erstautorin der Erstbeschreibung aus dem Jahre 1992 durch die brasilianische Humangenetikerin Jenny J. van den Ende und Mitarbeiter. sowie auf einen Bericht aus dem Jahre 1995 durch den Londoner Humangenetiker Ajay Gupta und Mitarbeiter.

## Verbreitung
Die Häufigkeit wird mit unter 1 zu 1.000.000 angegeben, bislang wurde über 7 betroffene Familien berichtet. Die Vererbung erfolgt autosomal-rezessiv.

## Ursache
Der Erkrankung liegen Mutationen im SCARF2-Gen auf Chromosom 22 Genort q11.21 zugrunde, welches im Scavenger-Pathway am Fettstoffwechsel und der angeborenen Immunantwort beteiligt ist.

## Klinische Erscheinungen
Klinische Kriterien sind:
- Manifestation im Kleinkindalter oder zur Neugeborenenzeit
- Gesichtsauffälligkeiten mit dreieckigem Gesicht, enger Nase, Hypoplasie der Nasenflügel und des Oberkiefers, invertierter Unterlippe, großen Ohrmuscheln
- Blepharophimose
- Gaumenspalte
- ausgeprägte Arachnodaktylie mit Kontrakturen
- Skelettauffälligkeiten wie dünne Rippen, hakenförmige Schlüsselbeine und Kongenitale Radiuskopfluxation

Hinzu können Lernschwierigkeiten kommen.

## In der Veterinärmedizin
Die Erkrankung kommt auch bei Tieren vor wie bei der Rasse Drahthaar-Foxterrier.